# Sevel (Dania)
Sevel – miasto w Danii, w regionie Jutlandia Środkowa, w gminie Holstebro.